# Кацевац
Кацевац (серб. Кацевац / Kacevac) — село в общине Биелина Республики Сербской Боснии и Герцеговины. Население составляет 298  человек по переписи 2013 года.

## Достопримечательности
В селе есть железнодорожная станция 113 Кацевац, Дом культуры, а к востоку от села находится монастырь Тавна.